# James Henry Jones
James Henry Jones (décembre 1873 à Camberwell – 27 décembre 1955 à Hove) est un footballeur anglais, qui remporta la médaille d'or aux Jeux olympiques de 1900.

## Biographie
Secrétaire et gardien de but de l'Upton Park Football Club, il participe aux Jeux olympiques de 1900, disputant un match contre la sélection de l'USFSA, gagnant 4 buts à 0.